# Campanula gisleri
Campanula gisleri là loài thực vật có hoa trong họ Hoa chuông. Loài này được Brügger mô tả khoa học đầu tiên năm 1880.